# 軍艦鴨嘴鯰
軍艦鴨嘴鯰，又叫做軍艦鴨嘴，是紅尾鴨嘴（Phractocephalus hemioliopterus）與鴨嘴鯰屬（Phractocephalus）的人工雜交魚，可能是與虎皮鴨嘴（Pseudoplatystoma fasciatum）又或者是與大理石虎皮鴨嘴（Pseudoplatystoma tigrinum），與血鸚鵡一樣是屬於不是一個自然的物種，成魚最大體長可達120公分以上，是由紅尾鴨嘴與鴨嘴鯰屬交配所培育的品種，小魚與鴨嘴鯰屬近似，長大後體色像紅尾鴨嘴，體型則像鴨嘴鯰屬。產於臺灣。